# Nationalratswahlkreis Mittelwallis
Der Nationalratswahlkreis Mittelwallis war ein Wahlkreis bei Wahlen in den Schweizer Nationalrat. Er bestand von 1848 bis 1902 und umfasste den mittleren Teil des Kantons Wallis.

## Wahlverfahren
Hierbei handelte es sich um einen Einerwahlkreis. Dies bedeutet, dass nur 1 Sitz zu vergeben war und das reine Majorzwahlrecht zur Anwendung gelangte. Jeder Wähler hatte eine Stimme.

## Bezeichnung
Mittelwallis ist eine inoffizielle geographische Bezeichnung. Im amtlichen Gebrauch üblich war eine über die gesamte Schweiz angewendete fortlaufende Nummerierung, geordnet nach der Reihenfolge der Kantone in der schweizerischen Bundesverfassung. Aufgrund der wechselnden Anzahl im Laufe der Jahre erhielten manche Wahlkreise mehrmals eine neue Nummer. Mittelwallis trug ab 1851 (erstmalige Anwendung eines einheitlichen Bundesgesetzes) die Nummer 46, ab 1863 die Nummer 44, ab 1872 die Nummer 45, ab 1881 die Nummer 46 und ab 1890 die Nummer 48.

## Ausdehnung

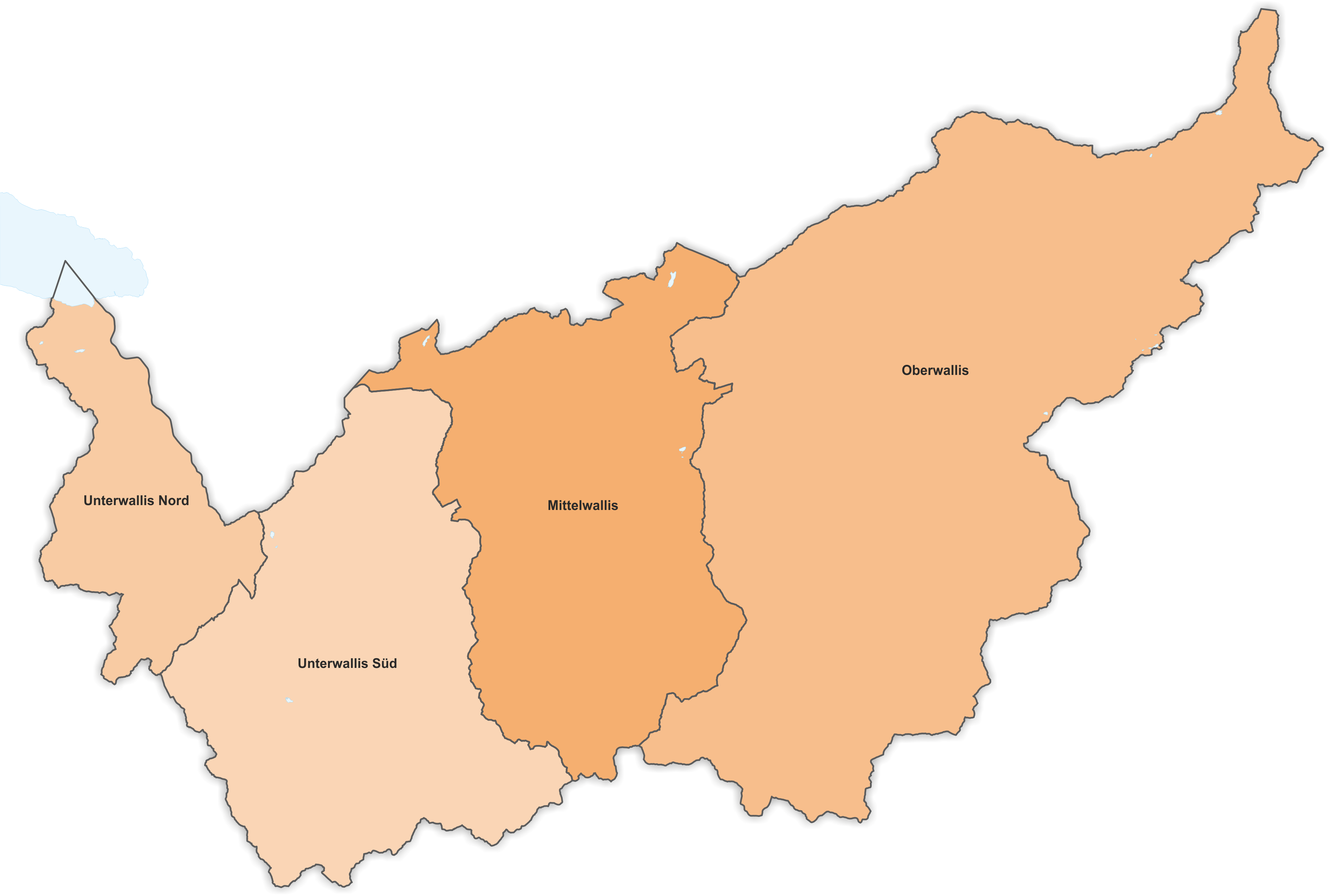
Wahlkreise Kanton Wallis 1848

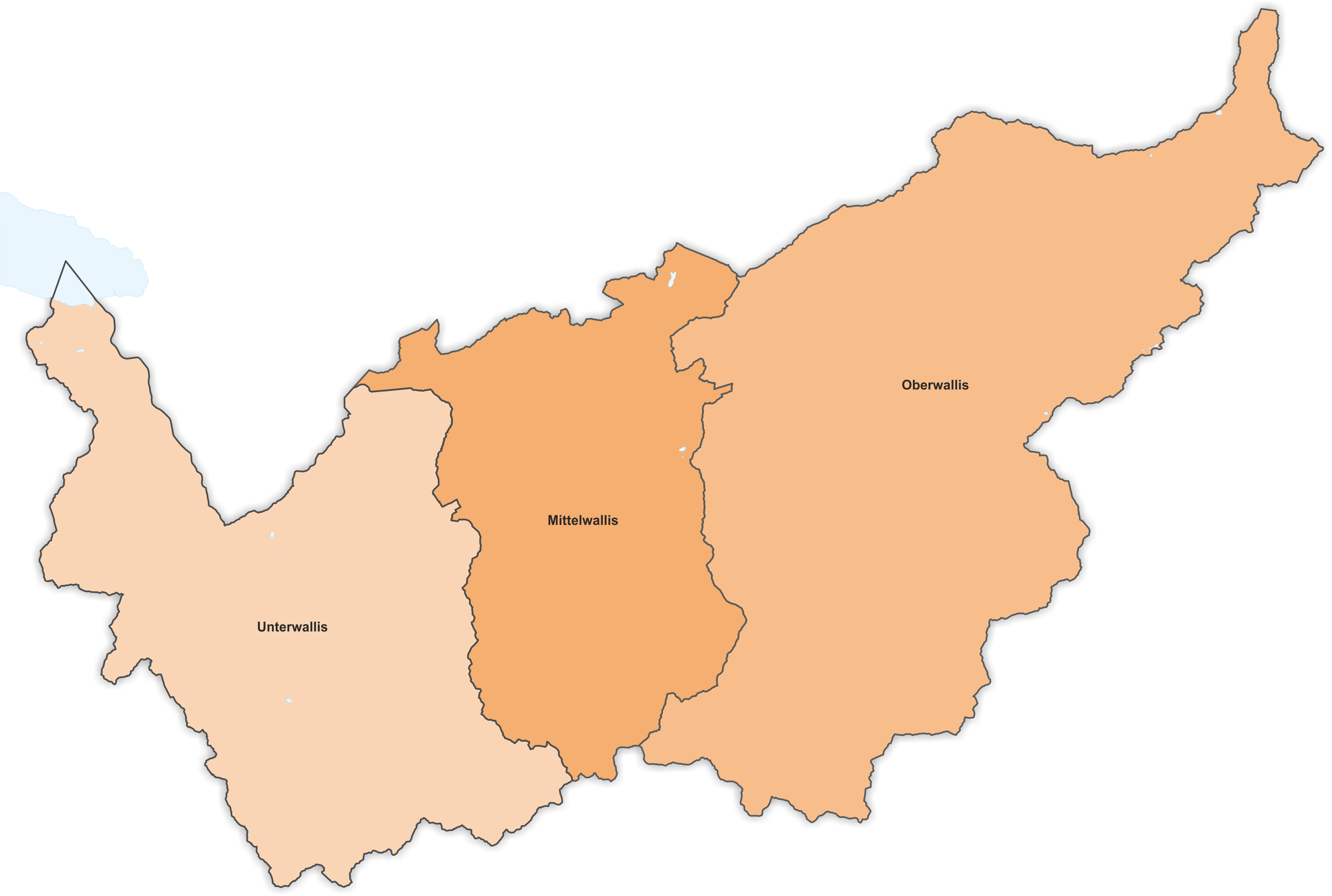
Wahlkreise Kanton Wallis 1851–1863

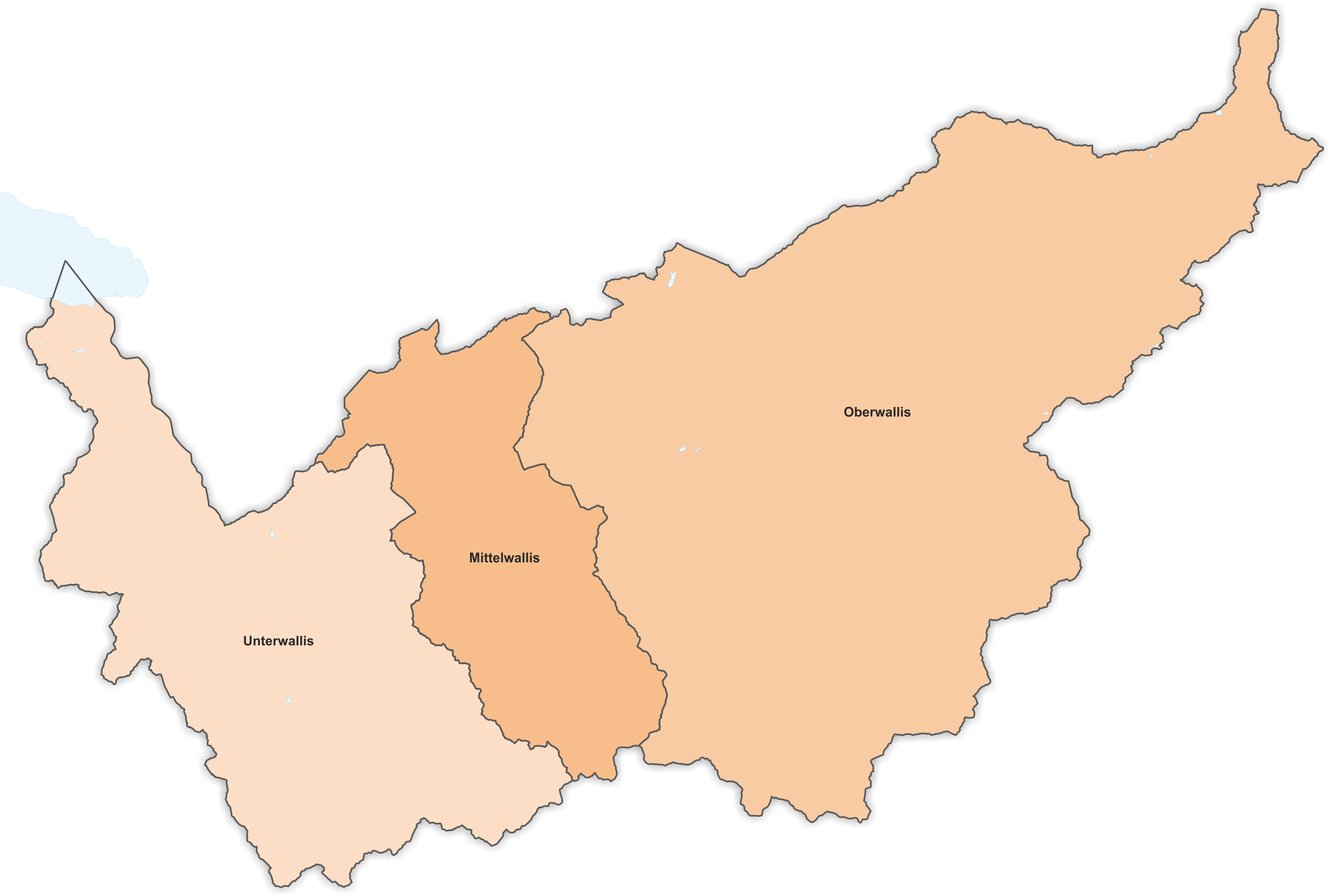
Wahlkreise Kanton Wallis 1863–1902

Das Gebiet des Wahlkreises wurde am 21. Dezember 1850 mit dem «Bundesgesetz betreffend die Wahl der Mitglieder des Nationalrathes» erstmals verbindlich festgelegt, wobei man den bereits 1848 von der Walliser Kantonsregierung geschaffenen Wahlkreis II unverändert übernahm. Der Wahlkreis Mittelwallis umfasste:
- den Bezirk Hérens
- im Bezirk Leuk die Gemeinden Inden, Leuk, Leukerbad, Salgesch und Varen
- den Bezirk Siders
- den Bezirk Sitten

Das «Nachtragsgesetz betreffend die Wahlen in den Nationalrath» vom 23. Juli 1863 verschob das Gebiet nach Westen. Dazu wurden die im Bezirk Leuk gelegenen Gemeinden sowie der Bezirk Siders an den Wahlkreis Oberwallis abgetreten und im Gegenzug vom Wahlkreis Unterwallis drei Gemeinden im Bezirk Conthey hinzugefügt. Der Wahlkreis Mittelwallis umfasste nun:
- im Bezirk Conthey die Gemeinden Conthey, Nendaz und Vétroz
- den Bezirk Hérens
- den Bezirk Sitten

Das «Bundesgesetz betreffend die Nationalratswahlkreise» vom 4. Juni 1902 hatte die Auflösung des Wahlkreises Mittelwallis und dessen Zusammenlegung mit dem Wahlkreis Oberwallis zur Folge.

## Nationalräte
- G = Gesamterneuerungswahl

| Datum                 | Wahl | Gewählte | Gewählte              | Partei |
| --------------------- | ---- | -------- | --------------------- | ------ |
| 15.10.1848            | G    |          | Antoine de Riedmatten | KK     |
|                       |      |          |                       |        |
| 26.10.1851            | G    |          | Antoine de Riedmatten | KK     |
|                       |      |          |                       |        |
| 29.10.1854            | G    |          | Antoine de Riedmatten | KK     |
|                       |      |          |                       |        |
| 25.10.1857            | G    |          | Adrien de Courten     | KK     |
|                       |      |          |                       |        |
| 28.10.1860            | G    |          | Adrien de Courten     | KK     |
|                       |      |          |                       |        |
| 25.10.1863            | G    |          | Charles de Rivaz      | KK     |
|                       |      |          |                       |        |
| 28.10.1866            | G    |          | Maurice Evéquoz       | KK     |
|                       |      |          |                       |        |
| 31.10.1869            | G    |          | Maurice Evéquoz       | KK     |
|                       |      |          |                       |        |
| 27.10.1872            | G    |          | Maurice Evéquoz       | KK     |
|                       |      |          |                       |        |
| 31.10.1875            | G    |          | Ferdinand de Montheys | KK     |
|                       |      |          |                       |        |
| 27.10.1878            | G    |          | Ferdinand de Montheys | KK     |
|                       |      |          |                       |        |
| 30.10.1881 06.11.1881 | G    |          | Maurice Evéquoz       | KK     |
|                       |      |          |                       |        |
| 26.10.1884            | G    |          | Maurice Evéquoz       | KK     |
|                       |      |          |                       |        |
| 30.10.1887            | G    |          | Joseph Favre          | KK     |
|                       |      |          |                       |        |
| 26.10.1890            | G    |          | Joseph Kuntschen sr.  | KK     |
|                       |      |          |                       |        |
| 29.10.1893            | G    |          | Joseph Kuntschen sr.  | KK     |
|                       |      |          |                       |        |
| 25.10.1896            | G    |          | Joseph Kuntschen sr.  | KK     |
|                       |      |          |                       |        |
| 29.10.1899            | G    |          | Joseph Kuntschen sr.  | KK     |

## Quelle
- Erich Gruner: Die Wahlen in den Schweizerischen Nationalrat 1848–1919. Band 3. Francke Verlag, Bern 1978, ISBN 3-7720-1445-3.